# ولاية تكانت
ولاية تكانت إحدى ولايات وسط موريتانيا

## الموقع
تقع ولاية تكانت وسط موريتانيا تحدها من الشمال ولاية آدرار ومن الغرب لبراكنة ومن الجنوب كل من لعصابة والحوض الغربي، من الشرق ولاية الحوض الشرقي عاصمتها هي تجكجة.

## السكان والتقسيم الإداري
تضم اربع المقاطعات التالية :
| المقاطعة       | المساحة    | السكان 1988 | السكان 2000 | السكان 2013 | البلديات                                                                          |
| -------------- | ---------- | ----------- | ----------- | ----------- | --------------------------------------------------------------------------------- |
| مقاطعة تجكجة   | 19 260 كم2 | 33 796      | 35 317      | 34 875      | تجكجة • الرشيد • الواحات (موريتانيا) • التنسيق ‏ • بوبكر بن عامر (القدية) • لحصيرة |
| مقاطعة المجرية | 11 960 كم2 | 27 995      | 36 676      | 41 738      | المجرية • النبيكة • السدود                                                        |
| مقاطعة تيشيت   | 67 120 كم2 | 3 117       | 4 627       | 4 349       | تيشيت • لخشب                                                                      |
| المجموع        |            | 64 908      | 76 620      | 80 962      |                                                                                   |